# Jean-Charles
Pour les articles homonymes, voir Charles (patronyme).
Ne pas confondre avec l'humoriste suisse Jean Charles
Jean Louis Marcel  Charles, dit « Jean-Charles », né le 2 décembre 1922 à Saint-Aulaye (Dordogne) et mort le 21 juin 2003 à Cahors, est un humoriste et écrivain français.
Il récoltait les « perles », petites phrases  involontairement humoristiques, dont il veillait à ce qu'elles soient « sauvages », autrement dit, qu'elles soient issues du fruit de ses enquêtes menées sur le terrain, et non de sa propre imagination, à l'exception de ses commentaires. Il écrivit d'abord Les Perles du facteur (1959), mais c'est La Foire aux cancres qui le consacra en 1962, se vendant à plus de 1,3 million d'exemplaires, en 24 langues.

## Biographie
Fils d'Albert Charles, marchand de biens et de Marthe Mellerio, petit-fils d'André Mellerio, critique d'art, il étudia au lycée de Talence (aujourd'hui Lycée Victor Louis), au Lycée de Bordeaux (aujourd'hui Lycée Montaigne) puis à la Faculté des Lettres de Bordeaux où il obtint une licence de Lettres/Histoire. Il passa deux années au STO (Service du Travail Obligatoire) en Allemagne.
Il fut professeur, surveillant, speaker à la radio, employé de comptoir en Guinée, commissaire de bord dans un bateau-usine sur les côtes de Mauritanie, représentant de commerce au Maroc, deuxième sapeur à Grenoble, garçon de course à l'ONU (194x-51), journaliste (1952), puis écrivain , résumait-il dans le Who's Who France. À la rubrique « sport favori », il avait mis « sieste », jugé pas assez sérieux, et « tennis de table », dont il avait remporté le tournoi gentleman en 1978.
On le voit dans le premier numéro du Petit Rapporteur de Jacques Martin, en janvier 1975.
Selon sa femme Jehanne Jean-Charles, il avait en privé un humour beaucoup plus froid et noir, qui n'apparut jamais dans ses livres.
Marié le 16 octobre 1954 à Jehanne d'Eaubonne, dont il a fait la connaissance par l'intermédiaire de son amie l'écrivaine Françoise d'Eaubonne, il a eu un fils, Jérôme, qui fut champion de France de Rubik's cube en 1981 et auteur de plusieurs ouvrages sur le Rubik's cube.
Il demeurait à Cahors aux Mayrins.
Une plaque à sa mémoire fut posée en janvier 2023 au Lycée Victor Louis de Talence. L'année 2022 était celle du centenaire de sa naissance, et des soixante ans de la publication de la Foire aux Cancres. Outre les perles des élèves, les livres de Jean-Charles contenaient également des réflexions sur l'éducation.

## Œuvres
Il produisit de nombreux recueils de « perles » thématiques, dont :
- Les Perles du facteur (1959)
- La Foire aux cancres (1962)
- La Foire aux bidasses (pendant qu'il fit son stage a l'armée)
- Le Rire sur ordonnance
- Sacrés gendarmes
- La Foire aux cancres continue
- Vingt cancres après
- Les Nouvelles Perles du facteur
- Le Rire en herbe

Il publia également quelques romans, dont les derniers furent Pièges et malices du savoir-vivre (1994), Où est donc ma femme (1999) et Vive le Lot. Il avait pratiquement achevé Vive les centenaires.
Deux films sont inspirés de ses livres :
- La Foire aux cancres, avec Jean Bouise (1963) ;
- Sacrés gendarmes (1980), à partir de Sacrés gendarmes.

Un disque La Foire aux cancres par Roger Pierre et Jean-Marc Thibault est sorti chez Pathé Marconi dans les années 1960 (format 25 cm, 33t).
Il a créé un jeu de société Le jeu des cancres illustré par James Hodges en 1976.